# Гергард Гайдахер
Гергард Гайдахер  (нім. Gerhard Haidacher, 29 квітня 1963) — австрійський бобслеїст, олімпійський чемпіон.

## Виступи на Олімпіадах
| Олімпіада        | Дисципліна | Місце |
| ---------------- | ---------- | ----- |
| Альбервіль 1992  | четвірка   | 1     |
| Ліллехаммер 1994 | четвірка   | 4     |